# Rödsnö
Rödsnö (Chlamydomonas nivalis) är en encellig grönalg som finns i snöfält i bergsområden och polarområden runt om i hela världen. Den får sin energi genom fotosyntes och har som alla andra grönalger grönt klorofyll, men bildar i solljus ett rödfärgat pigment, astaxantin (i äldre litteratur hematokrom), som gör den rödfärgad.
Det röda pigmentet är ett skydd mot den starka solstrålning som uppstår i algens livsmiljö fram mot våren och sommaren då algen inte bara träffas av solljus ovanifrån utan också från andra riktningar genom reflektioner i snön. Den sammantagna solstrålningen kan då bli så stark att den skulle kunna skada algen om inte det röda pigmentet skyddade den. Vid större förekomst av algen i ett snöfält ser snön röd ut.
Rödsnö är en av de vanligaste snöalgerna som orsakar fenomenet färgad snö. I Sverige kan detta främst ses i fjälltrakternas snölegor.

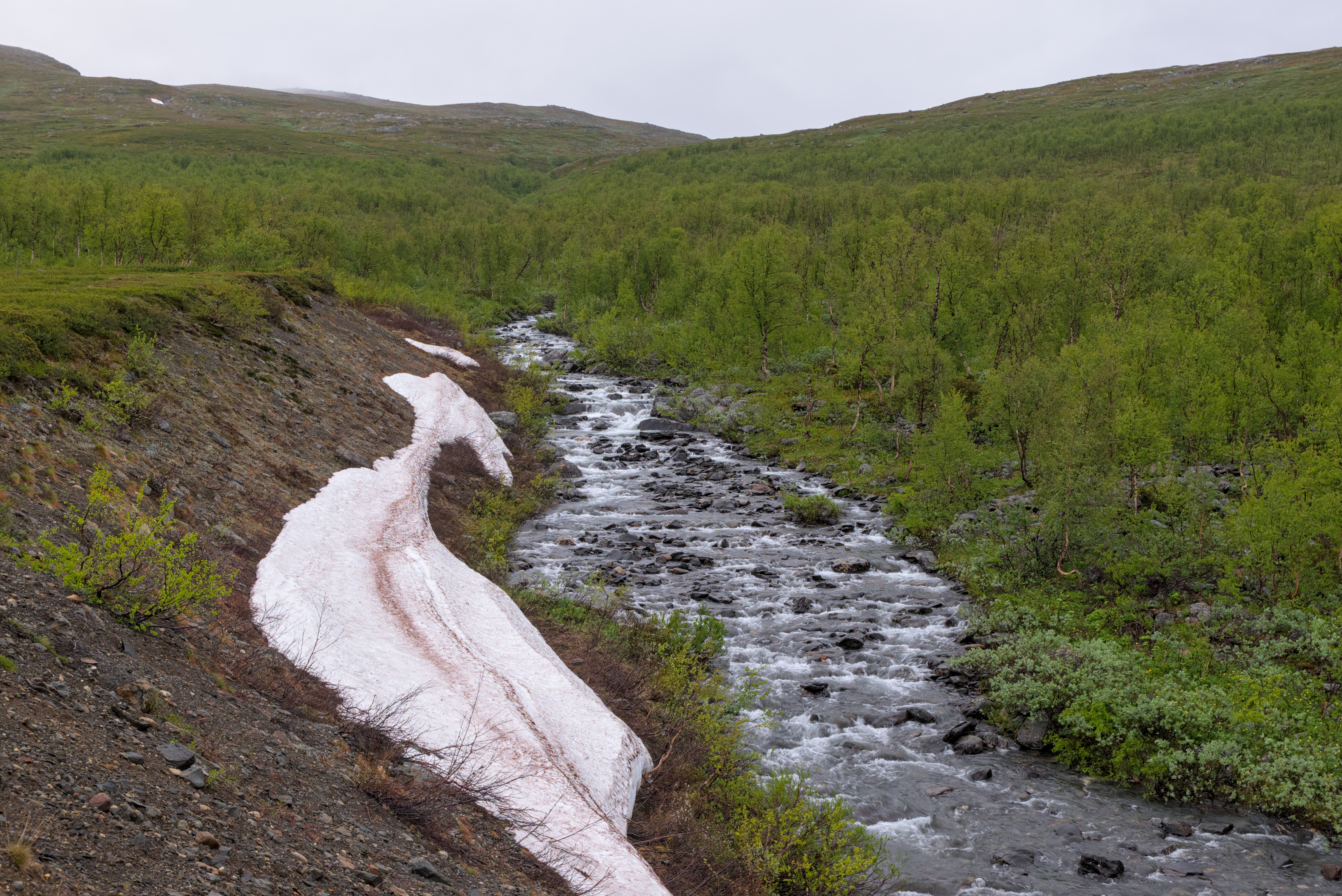
Snölega med rödsnö intill ett vattendrag längs med Padjelantaleden i Pärlälvens fjällurskog.